# 六邊形半無限邊形鑲嵌
六邊形半無限邊形鑲嵌（hexagonal hemiapeirogonal tesselation）是一種平面鑲嵌圖，由六邊形和無限邊形組成。其外觀與截半六邊形鑲嵌相似，差別在於截半六邊形鑲嵌有三角形面和六邊形面，而六邊形半無限邊形鑲嵌在外觀上僅有六邊形面，剩餘的三角形為孔洞。這個幾何結構可以視為半多面體的一種廣義的形式。

## 性質
六邊形半無限邊形鑲嵌與擬正半多面體類似，可以視為一種退化的半多面體，構造自截半六邊形鑲嵌，並取其中的六邊形面和作為半球面的無限邊形面構成。

截半六邊形鑲嵌
六邊形半無限邊形鑲嵌

## 雙六邊形半無限邊形鑲嵌
六邊形半無限邊形鑲嵌並不滿足格林鮑姆鑲嵌圖的特性。若要滿足格林鮑姆鑲嵌圖的特性，所有元素都必須要位於重合對中，因此考慮到結構中的三角形孔洞，需要將每個頂點的六邊形配置為交替並環繞頂點兩圈的形式來構造，如此以來這個立體結構中每個六邊形的位置上都會存在一對重合的六邊形。

## 相關多面體與鑲嵌
六邊形半無限邊形鑲嵌與截半六邊形鑲嵌和三角形半無限邊形鑲嵌共用相同的頂點排列。

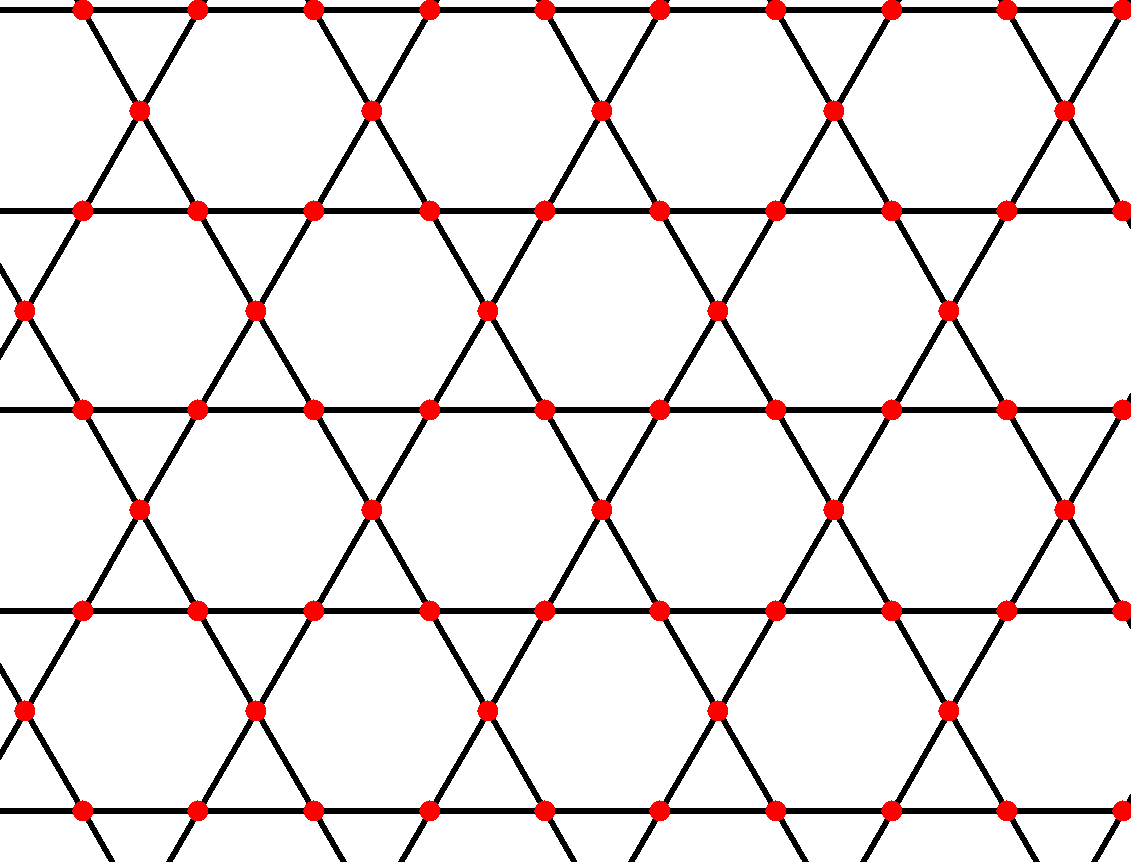
截半六邊形鑲嵌與三角形半無限邊形鑲嵌和六邊形半無限邊形鑲嵌的頂點排列
截半六邊形鑲嵌
六邊形半無限邊形鑲嵌與雙六邊形半無限邊形鑲嵌
三角形半無限邊形鑲嵌

六邊形半無限邊形鑲嵌由六邊形和無限邊形組成。而六邊形本身也能構成鑲嵌圖，即正六邊形鑲嵌，然而正六邊形鑲嵌的頂點排列方式與六邊形半無限邊形鑲嵌並不相同。六邊形半無限邊形鑲嵌的廣義凸包對應到的是截半六邊形鑲嵌而非正六邊形鑲嵌。而同時與正六邊形鑲嵌、無限邊形相關的幾何結構為皮特里六邊形鑲嵌，然而在皮特里六邊形鑲嵌中構成的無限邊形並非一般的無限邊形，而是扭歪無限邊形。

### 皮特里六邊形鑲嵌
皮特里六邊形鑲嵌是正六邊形鑲嵌的皮特里對偶，可以透過將原有六邊形鑲嵌上取皮特里多邊形構成，換句話說，皮特里六邊形鑲嵌為由正六邊形鑲嵌的皮特里多邊形構成的幾何結構。
皮特里六邊形鑲嵌可以視為一種由扭歪無限邊形組成的廣義正多面體，對應的扭歪內角為120度，且每個頂點都是3個扭歪無限邊形的公共頂點，對應的皮特里多邊形為六邊形，這樣的拓樸結構在施萊夫利符號中可以用{∞,3}6來表示。

## 外部連結
- 關於皮特里三角形鑲嵌，可參考YouTube上的《普通空間中的48種正多面體》（英文）